# Rhinella atacamensis
Rhinella atacamensis är en groddjursart som först beskrevs av José Miguel Cei 1962.  Rhinella atacamensis ingår i släktet Rhinella och familjen paddor. IUCN kategoriserar arten globalt som livskraftig. Inga underarter finns listade i Catalogue of Life.